# 勇固案
勇固案，是中華民國政府在精粹案之後，繼續推動的下一個中華民國國軍裁軍計畫。據中華民國國防部說法，「勇」為「勇往直前不畏懼」，「固」為維持「固若磐石的戰力」。該計畫預定自2015年至2019年間實行，預估國軍目前總兵力21.5萬人裁減到17至19萬人間，約精簡三萬名左右的兵力。因兵力要大量地刪減至20萬人以下，目前已停止實施勇固案。

## 規劃

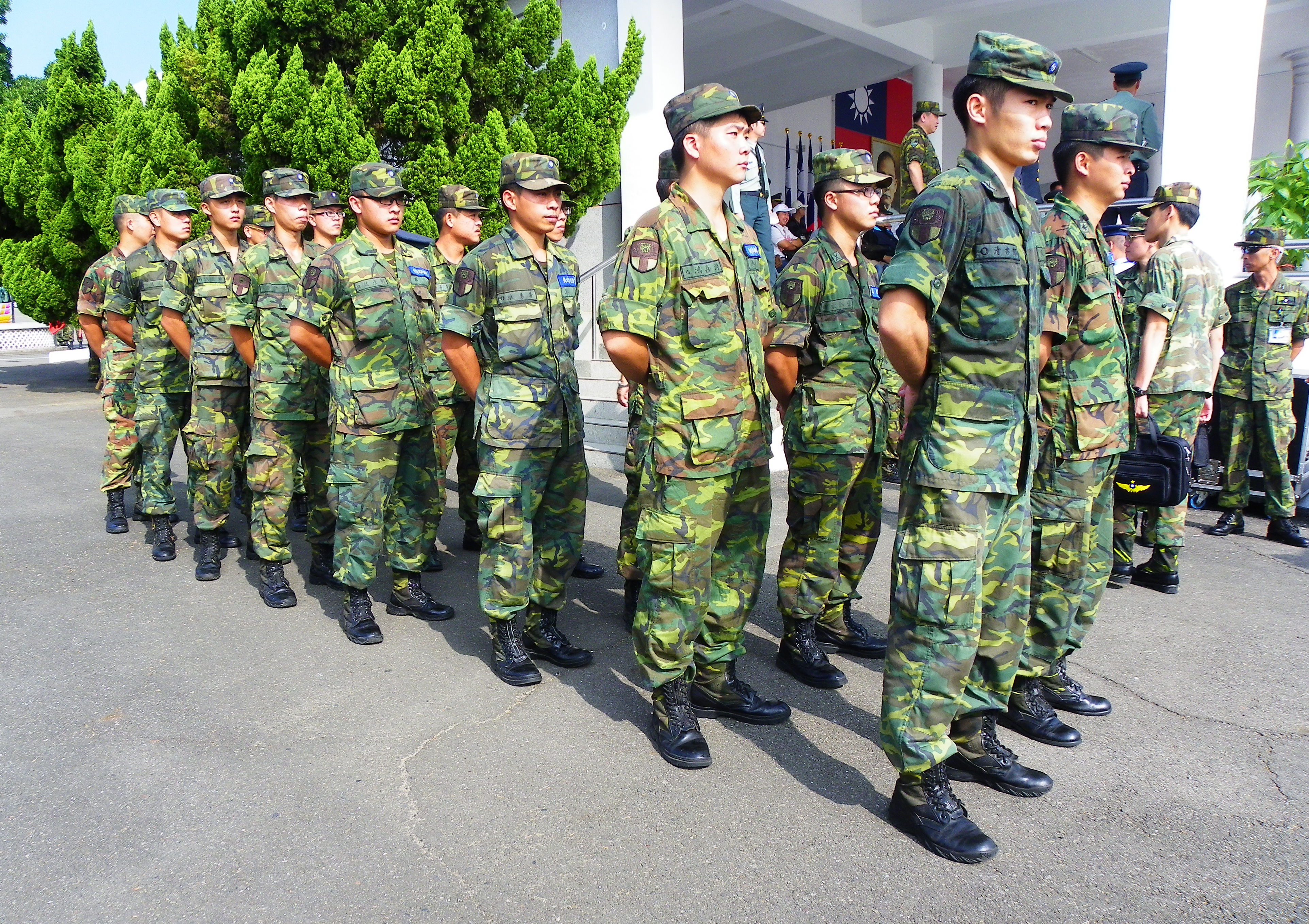
勇固案與前兩案不同在於重點裁減基層官士兵人數

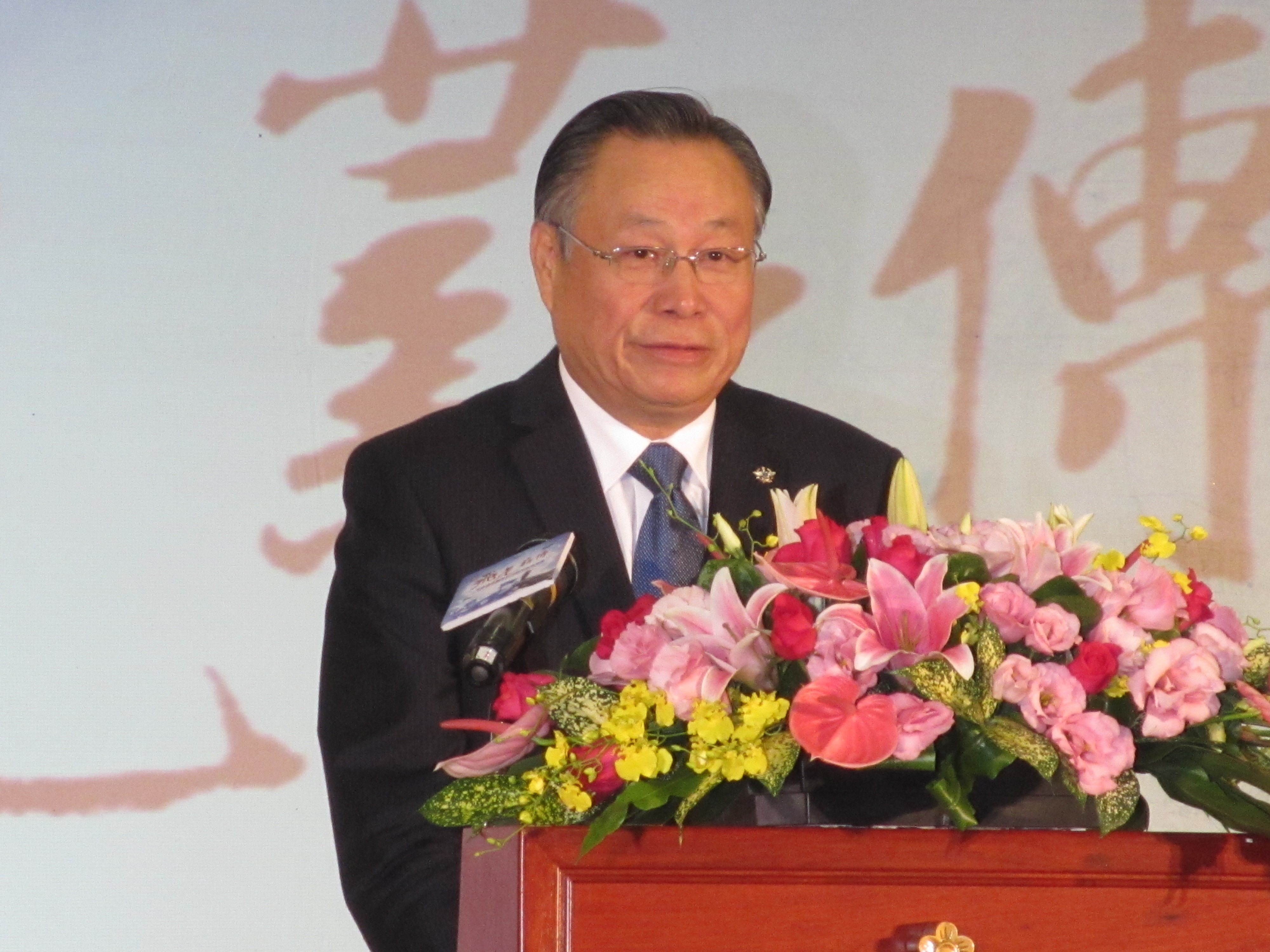
中華民國國防部部長嚴明資料照

2014年1月20日，時任中華民國國防部部長嚴明在三軍軍官俱樂部舉行「103年春節記者聯誼餐會」致詞時表示，2014年底精粹案執行完畢後，國軍兵力將縮減至21.5萬人。未來將依照中央政府的財政、武器裝備獲得狀況，與人口結構變化，逐年推動下個階段的裁軍計畫，該計畫命名為「勇固案」，目標是將中華民國國軍再裁減到17至19萬人之間。

### 海軍

#### 海軍陸戰隊
2014年3月，嚴明在中華民國立法院證實，國軍正在研究將中華民國海軍陸戰隊改隸中華民國陸軍的可行性與時程。4月，嚴明改稱：「不會如外界傳言併入陸軍，但會精簡，比如某些單位移到別的單位，但詳細現在無法說明。」5月，嚴明面對立法委員詹凱臣、李桐豪、蔡煌瑯等人質詢時再度表示：「那些都是外界的臆測，國防部沒有這種規劃。」
在國防部澄清不會裁撤海軍陸戰隊後，時任中華民國總統兼三軍統帥馬英九於其臉書專頁2014年的5月31日的文章中，大讚陸軍海龍蛙兵；由於兩天前的29日才有退役陸戰隊員至國防部陳情並獲得承諾，總統的言論又引起爭議。

### 參謀本部

#### 空軍防空暨飛彈指揮部
- 2014年5月2日，聯合晚報報導，國防部參謀本部防空飛彈指揮部將移編至空軍防空砲兵指揮部[8]；但國防部未承認或否認，僅於其後發布消息表示「尚未定案」。[9]
- 2017年3月1日，國防部參謀本部防空飛彈指揮部單位自國防部參謀本部移編空軍司令部，更銜「空軍防空飛彈指揮部」。
- 2017年9月1日，國防部空軍司令部為統一指揮體系「空軍防空飛彈指揮部」和「空軍防空砲兵指揮部」兩個「旅」級單位併編升格為「軍」級單位，新單位名稱為「空軍防空暨飛彈指揮部」[10]，指揮官改由中將出任，副指揮官2位由少將出任，下轄5個防空旅[11]、1個防空管制中心和1個飛彈保修總廠，防空旅旅長為上校編階，副旅長為中校編階，防空管制中心主任為上校編階，副主任為中校編階；飛彈保修總廠總廠廠長一位上校編階；16個防空營，防空營營長為中校編階；50多個防空連，防空連連長為少校編階。

### 三軍軍樂隊
2014年5月29日，再傳出消息要裁撤三軍樂隊，僅保留國防部示範樂隊，將空出員額撥給保留的戰鬥部隊。曾在軍樂隊服役的時任行政院發言人孫立群受訪時表示，「如果把三軍樂隊裁掉，不知道示範樂隊要扮演什麼樣的角色。」，中國國民黨立法委員林郁方表示，裁軍這個趨勢難免，但國防部應朝縮小規模的方向去做，而不是把整個單位連根拔起。31日，國防部表示，裁撤軍樂隊的確在規劃內，但已將裁撤的優先順序延後，至少一年內不會受影響。

## 各方意見

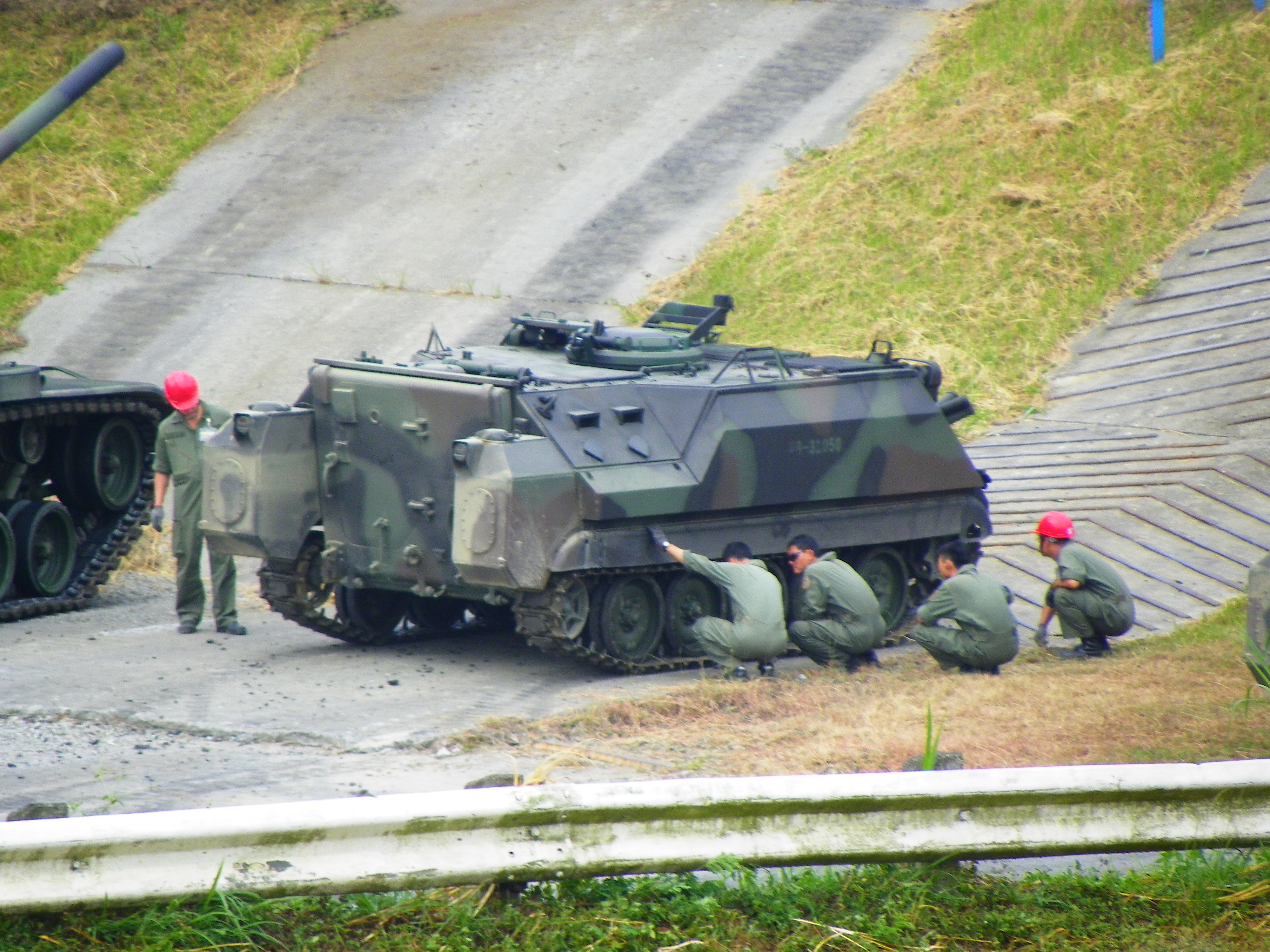
正在維修車輛的國軍官兵，基層最大擔憂在於人數減少後事情不減少，較少人力要做同樣強度的業務。

### 反對
- 曾經擔任陸軍總司令、上將退役的中國國民黨籍不分區立法委員陳鎮湘，在2014年4月17日，於立法院公開表示反對勇固案。他認為，國軍此時正在推動精粹案與募兵制等改革，政府若只是為了達成數字美化，滿足長官對數字的要求，則是錯的。國防部相關規劃人員應以「對歷史負責」的態度來推動國軍變革，「不要成為罪人」。[14][15]
- 2014年5月29日，由臉書社團「2014 台灣捍衛陸戰隊聯盟」號召了近百名自兩棲偵搜大隊退役的後備軍人，「路過」中華民國國防部集結陳情，要求國防部不要裁撤海軍陸戰隊，一度引起國防部衛兵緊張；後由前陸戰六六旅少將旅長、時任政務辦公室副主任的余華慶出面接下訴願書，承諾一定轉達給上層。而曾擔任海軍司令的時任退輔會主委董翔龍也表示反對，他不清楚國防部如何規劃勇固案，但他認為海軍陸戰隊是國軍不可或缺的兵種，國防部應對外說明，並傾聽官兵心聲。[16]

## 外部連結
- 2014 台灣捍衛陸戰隊聯盟的Facebook專頁：一個反對勇固案裁撤海軍陸戰隊的臉書社團
- YouTube上的20140121公視晚間新聞－國軍勇固案 兵力精減為17至19萬人，公共電視文化事業基金會，2014-01-21。（繁體中文）
- 台军2015年起实施“勇固案”以精简兵力 （页面存档备份，存于），搜狐新聞，2014-01-21。（简体中文）
- 台军推募兵制缩减兵力 年底精简至21.5万人 （页面存档备份，存于），環球網，2014-01-21。（简体中文）